# Bennstedt
Bennstedt è una frazione del comune tedesco di Salzatal.

## Storia
Già comune autonomo a partire dal 1º gennaio 2010 è stato accorpato al comune di Salzatal insieme agli ex-comuni di Beesenstedt, Fienstedt, Höhnstedt, Kloschwitz, Lieskau, Salzmünde, Schochwitz e Zappendorf.